# 支那駐屯歩兵第1連隊
支那駐屯歩兵第1連隊（しなちゅうとんほへいだい1れんたい、支那駐屯歩兵第一聯隊）は、大日本帝国陸軍の歩兵連隊のひとつ。
1936年（昭和11年）に支那駐屯軍を強化した際、北平駐屯歩兵隊を改編して設けられた歩兵連隊である。連隊の衛戍地は北平、補充担任は佐倉連隊区、初代連隊長は牟田口廉也大佐。

## 概要
1936年（昭和11年）4月18日、北支情勢の悪化に備え支那駐屯軍を強化した際、北平駐屯歩兵隊を改編し本連隊が編成され、新設の支那駐屯歩兵旅団に属した。
1937年（昭和12年）7月7日に盧溝橋事件が発生すると支那駐屯軍は朝鮮の1個師団と関東軍の2個混成旅団および内地の3個師団を隷下に入れ、同年8月31日に第1軍に改編され廃止された。支那駐屯軍廃止後本連隊は支那駐屯混成旅団に属し、翌1938年（昭和13年）3月12日からは支那駐屯混成旅団を改称した支那駐屯兵団に属した。
1938年（昭和13年）6月21日に支那駐屯兵団を改編して第27師団が編成された後は同師団に属し武漢作戦に参戦、武漢作戦終了後は天津に戻り駐屯していたが、1943年（昭和18年）6月に満州に移駐した。
1944年（昭和19年）2月からは大陸打通作戦に参戦、第一段の京漢陸路の打通を達成した。打通達成後第二段の湘桂作戦に参戦、その後遂贛作戦を終え広東に移駐、さらに上海方面に向け移動中に南昌で終戦を迎えた。

## 歴代連隊長
| 代 | 氏名       | 在任期間    | 備考 |
| -- | ---------- | ----------- | ---- |
| 1  | 牟田口廉也 | 1936.5.30 - |      |
| 2  | 長谷川基   | 1938.3.1 -  |      |
| 3  | 本村千代太 | 1939.3.9 -  |      |
| 4  | 川合祐三   | 1940.8.1 -  |      |
| 5  | 田浦竹治   | 1941.8.1 -  |      |
| 末 | 矢後孫二   | 1943.8.2 -  |      |